# Мимоза Контева
Мимоза Георгиева Контева-Симеонова е български географ и ландшафтовед.

## Биография
Родена е на 22 декември 1952 г. в София. Тя е един от доайените на ландшафтознанието в България.
През 1974 г. завършва География в Софийския университет. Назначена е като асистент още през 1978 в новосъздадената катедра Ландшафтознание и опазване на природната среда към Геолого-географски факултет на Софийски университет, а през 1981 г. защитава дисертационен труд на тема „Ландшафти на Карловската котловина и оградните ѝ склонове, тяхното използване и опазване“. Води упражненията по Физическа география на континентите, Физическа география на България, Ландшафтознание и други дисциплини. Специализира в университета „Мартин Лутер“ в Хале, Германия. През 1995 е избрана за доцент. Ръководител е на катедрата от 2002 до 2006 г. Води лекционните курсове Природна география на континентите, Ландшафтна екология, Околна среда и природни ресурси, Природна география на Балканския полуостров, Геоекологични проблеми и защитени територии на избрани региони в света, Ландшафтно картиране и картографиране и Регионални проблеми на природоползването.
Работи в областта на картирането на ландшафтите, структурата и динамиката на природните комплекси, антропогенното ландшафтознание. Автор е на над 60 статии и доклади от научни конференции, две монографии, един учебник и едно научно ръководство, и е съставител на атласи за средното училище. Ръководи и участва в редица практико-приложни тематични изследвания по НИС за община Кремиковци, деривацията Джерман – Скакавица, Бурел, планините Берковска, Козница и Влахина. Участвала е в международния проект на Европейския съюз „Мрежа за интеркултурен диалог и образование: Турция – България (TR0604.01 – 03/071). Изнася лекции по Физическа география на Германия в Институт Германикум към Софийския университет, през юни 2003 г. представя цикъл лекции в университета в Кьолн, Германия.
През 2016 Мимоза Контева се пенсионира, след 38-годишна научно-преподавателска дейност в катедра Ландшафтознание и опазване на природната среда към Геолого-географски факултет на Софийски университет и направени множество приноси за развитието на природната география като наука в България.
Почива на 7 юни 2018 г. в София.